# Palazzo Pendaglia

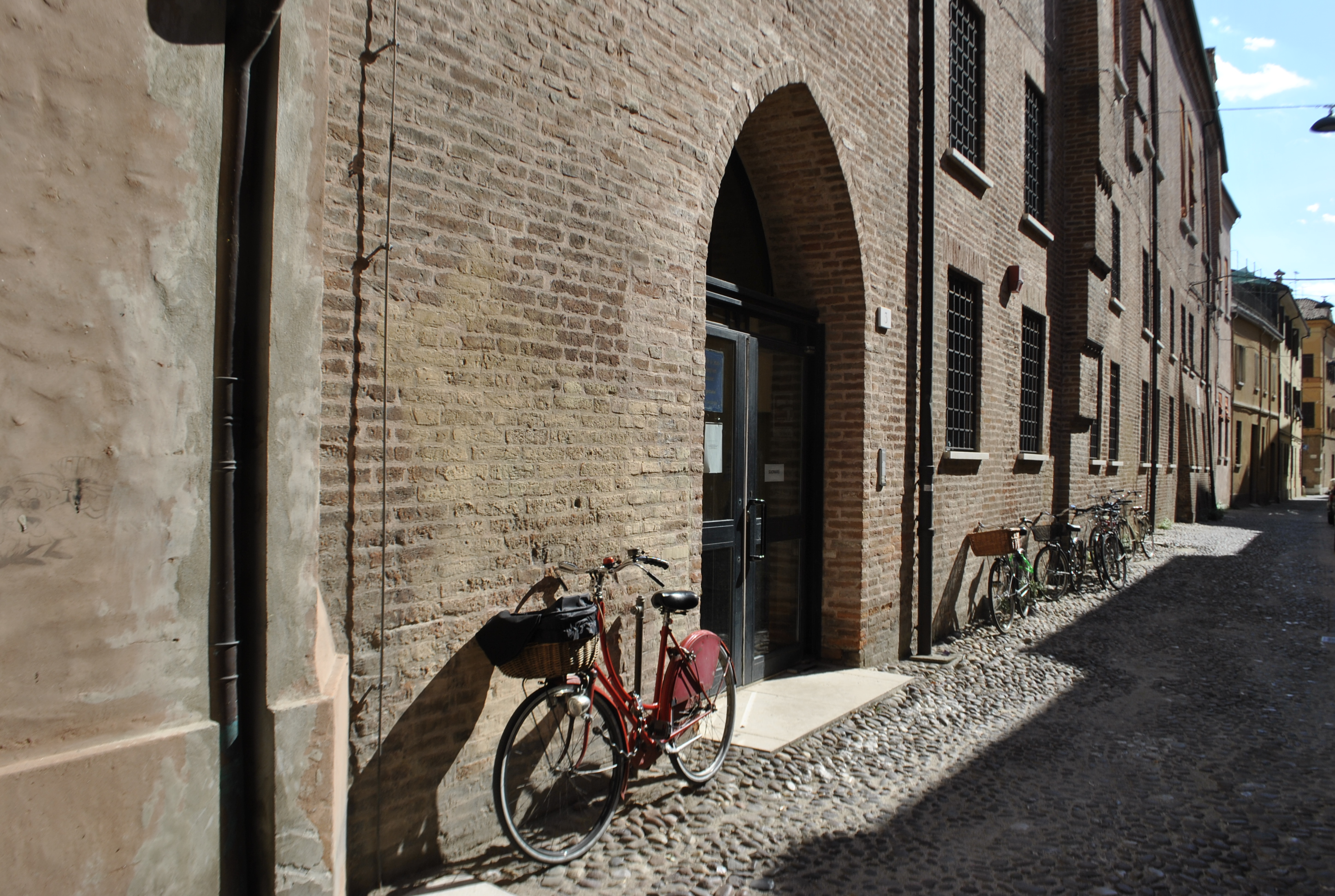
Fassade des Palazzo Pendaglia

Der Palazzo Pendaglia ist ein Palast in Ferrara in der italienischen Region Emilia-Romagna. Er liegt in der Via Sogari 3. Diese Straße verbindet den Corso della Giovecca mit der Via Volta Paletto.

## Geschichte

### Bau des Palastes und Hochzeit

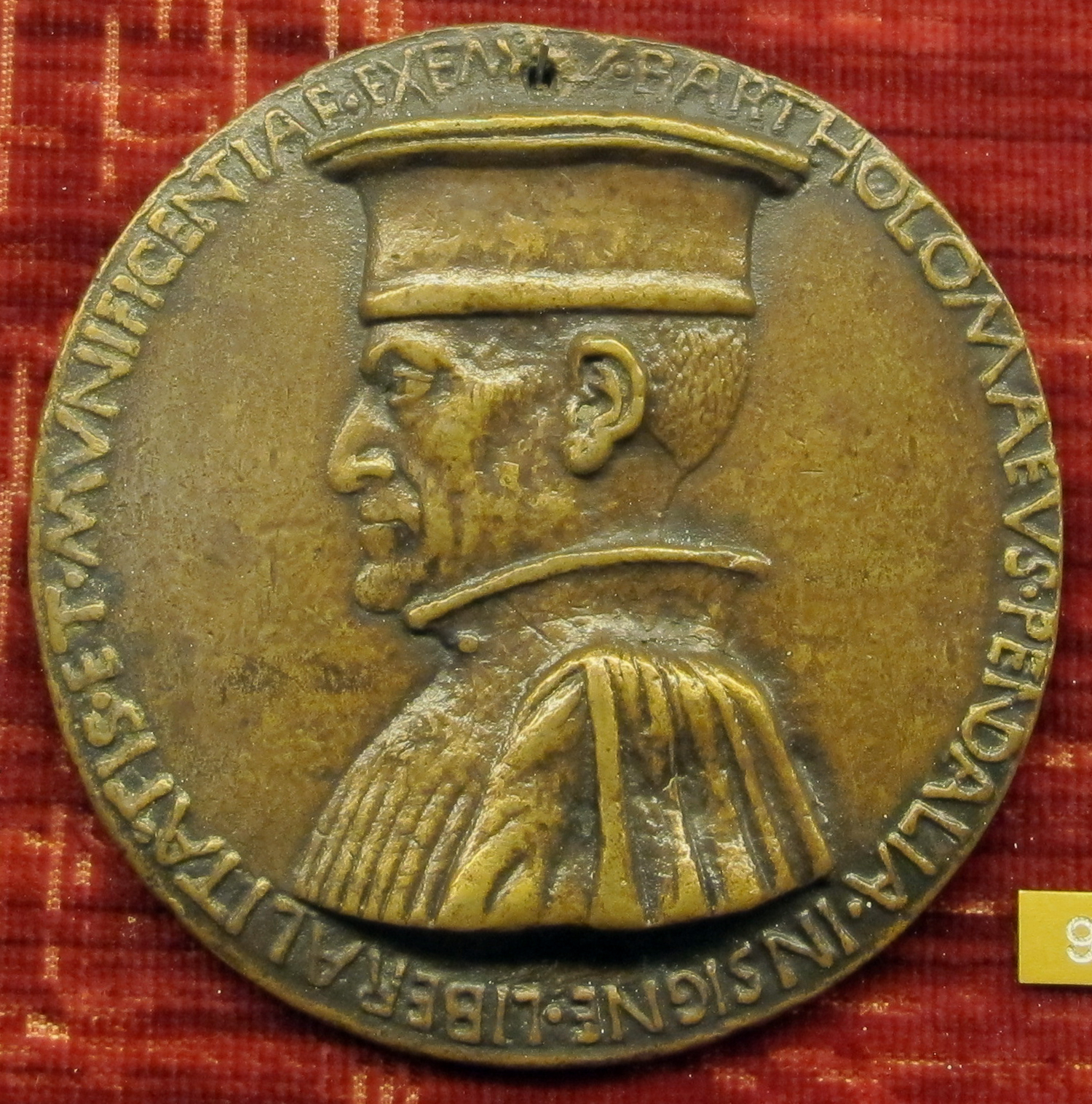
Medaille zu Ehren von Bartolomeo Pendaglia (Sperandio)

Der Palast gehörte Bartolomeo Pendaglia (1395–1462), dem reichsten und großzügigsten Privatmann im damaligen Ferrara. Die Straße, an der der Palast errichtet wurde, hieß lange Zeit „Strada dei Pendaglia“, und deradliger Besitzer des Palastes wollte, dass dieser reich und verschwenderisch aussähe. 1452 heiratete dort Bartolomeo Pendaglia dort in Gegenwart des Herrn von Ferrara, Borso d’Este, und des Kaisers Friedrich III. Margherita Costabili. Der Kaiser selbst tanzte mit der Braut und verehrte ihr ein kostbares Juwel. Bei dieser Gelegenheit lieferte der Mathematiker und Astronom Giovanni Bianchini an den österreichischen Kaiser eine seiner wichtigsten Arbeiten aus: Die Tavole astronomiche (dt.: astronomische Tafeln).

### Der Palast bis in die heutige Zeit

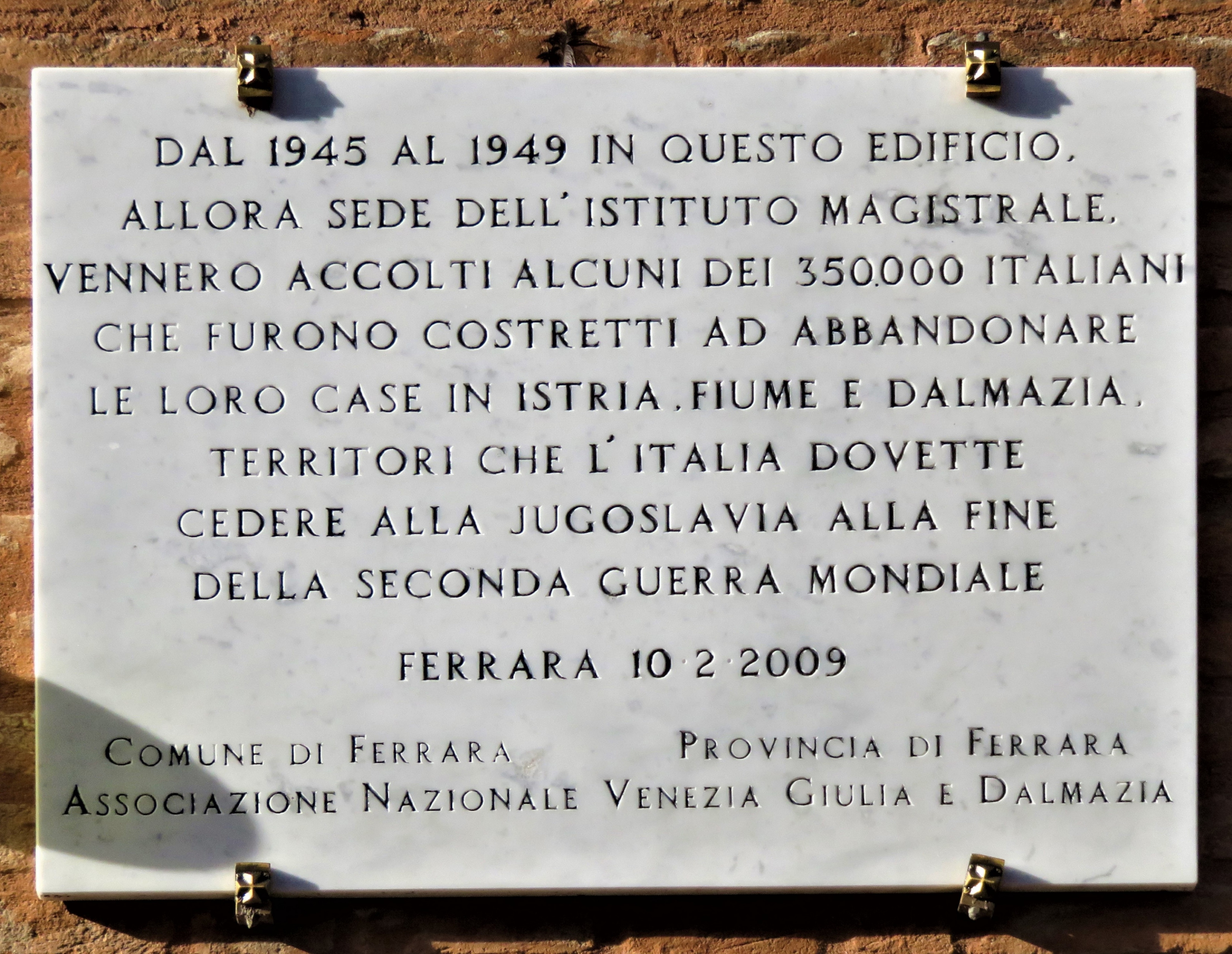
Palazzo Pendaglia. Erinnerungstafel an den Aufenthalt der Vertriebenen aus Istrien und Dalmatien in diesem Palast

Das Gebäude galt als schönstes in Ferrara und auch heute noch lassen die noch erhaltenen Salons und architektonischen Details eine Ahnung dessen aufkommen, was der Palast im 16. Jahrhundert dargestellt haben muss. In der Folge wurde er von der Stadt aufgekauft und diente als Zuflucht für bedürftige Frauen; danach, in der Zeit Napoleons, wurde er zu einer Kaserne und heute beherbergt er eine weiterführende Schule.
Unmittelbar nach dem Zweiten Weltkrieg wurden in den Räumen des Palastes italienische Vertriebene aus Istrien  und Dalmatien untergebracht.